# Catherine Asaro
Catherine Asaro (ur. 6 listopada 1955 w Oakland) – amerykańska pisarka science fiction i fantasy, laureatka nagród Nebula, fizyczka i chemiczka.

## Życiorys
Wychowała się w El Cerrito, niedaleko Berkeley. Jej ojciec był naukowcem, zaś matka literatką. Od dzieciństwa uczyła się baletu i gry na fortepianie. Po zdobyciu licencjatu z chemii (z najwyższą lokatą) na UCLA zdobyła magisterium z fizyki i doktorat z fizyki chemicznej na Uniwersytecie Harvarda. Uczy matematyki, fizyki oraz chemii, a jej uczniowie odnoszą duże sukcesy na arenie ogólnokrajowej.
Jest działaczką fandomu. W latach 2003–2005 była prezydentem Science Fiction and Fantasy Writers of America.
Wraz z mężem, Johnem Kendallem Cannizzo, astrofizykiem pracującym w NASA mają jedną córkę, podobnie jak matka, matematyczkę i tancerkę.

## Twórczość
Najbardziej znane utwory Asaro należą do cyklu „Saga of the Skolian Empire”, opowiadającego dzieje międzygwiezdnego imperium. Pisuje także fantasy.
W 2001 r. jej powieść The Quantum Rose zdobyła nagrodę Nebula za najlepszą powieść, zaś nowela The Space-Time Pool Nebulę w 2008 r. Inne jej utwory były nagradzane m.in. Sapphire Award i Prism Award, a także nominowane do Hugo i Nebuli.

### Saga of the Skolian Empire
- Wielka inwersja (Primary Inversion, 1995)
- Catch the Lightning (1996)
- The Last Hawk (1997)
- The Radiant Seas (1998)
- Ascendant Sun (2000)
- The Quantum Rose (2000)
- Spherical Harmonic (2001)
- The Moon's Shadow (2003)
- Skyfall (2003)
- Schism (2004)
- The Final Key (2005)
- The Ruby Dice (2008)
- Diamond Star (2009)
- Carnelians (2011)

### Inne powieści
- Lost Continent

1. The Charmed Sphere (2004)
2. The Misted Cliffs (2005)
3. The Dawn Star (2006)
4. The Fire Opal (2007)
5. The Night Bird (2008)

- The Veiled Web (1999)
- The Phoenix Code (2000)
- Sunrise Alley (2004)
- Alpha (2006)
- The Topaz Desert (2008)